# Valdesotos
Valdesotos ist ein Ort und eine Gemeinde (municipio) mit 31 Einwohnern (Stand: 2024) im Norden der Provinz Guadalajara in der Autonomen Gemeinschaft Kastilien-La Mancha. 

## Lage und Klima
Valdesotos liegt in einer Höhe von ca. 845 m in der Kulturlandschaft der Serranía. Die Entfernung zur südsüdöstlich gelegenen Provinzhauptstadt Guadalajara beträgt ca. 30 Kilometer (Fahrtstrecke). Im Nordosten der Gemeinde befindet sich der Stausee Embalse de El Vado; hier wird der Río Jarama aufgestaut. Das Klima ist gemäßigt bis warm; Regen fällt übers Jahr verteilt.

## Bevölkerungsentwicklung
| Jahr      | 1970 | 1981 | 1991 | 2001 | 2011 | 2021 |
| Einwohner | 57   | 30   | 43   | 35   | 25   | 24   |

## Sehenswürdigkeiten

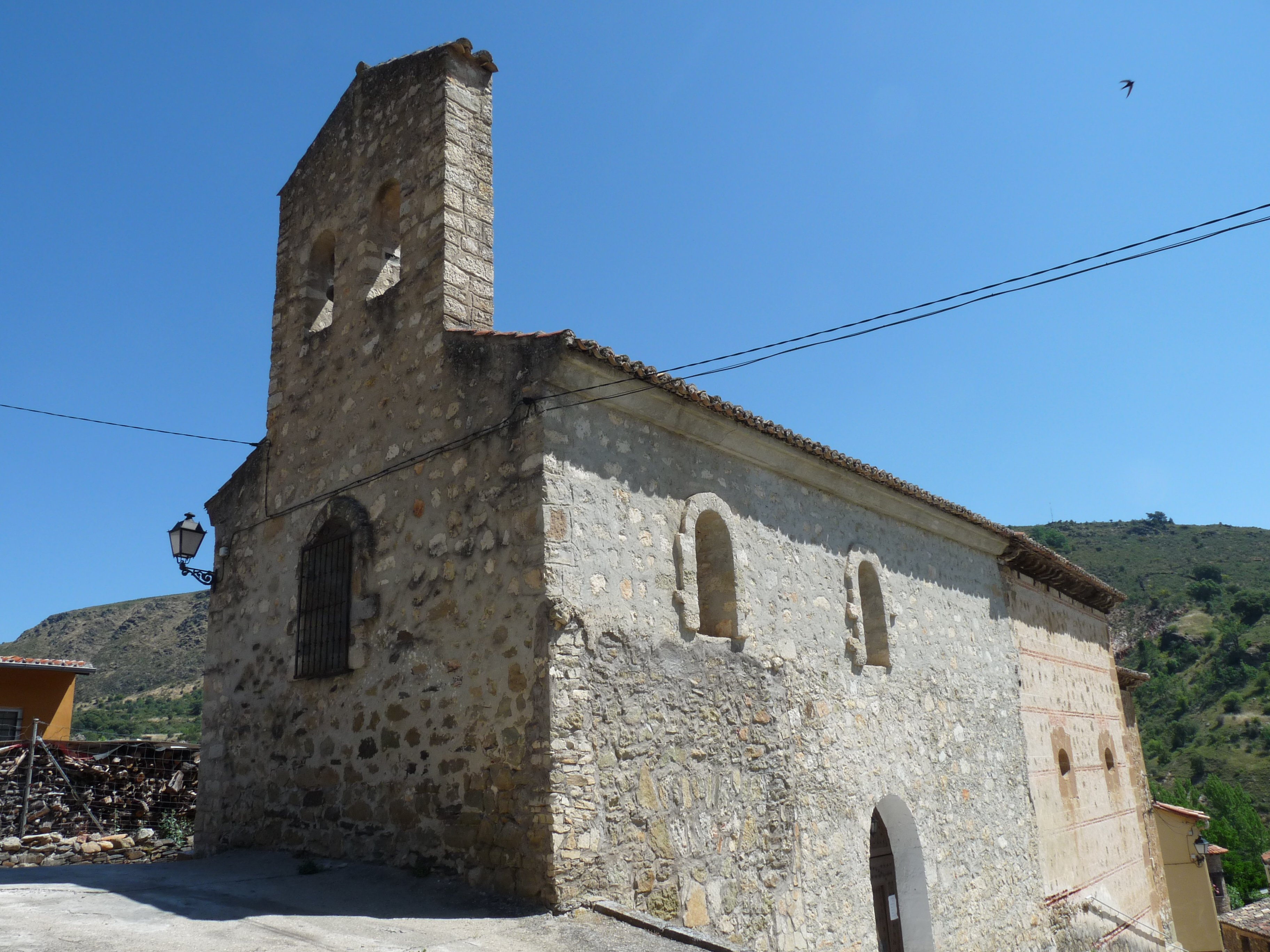
Archäologische Fundstätte
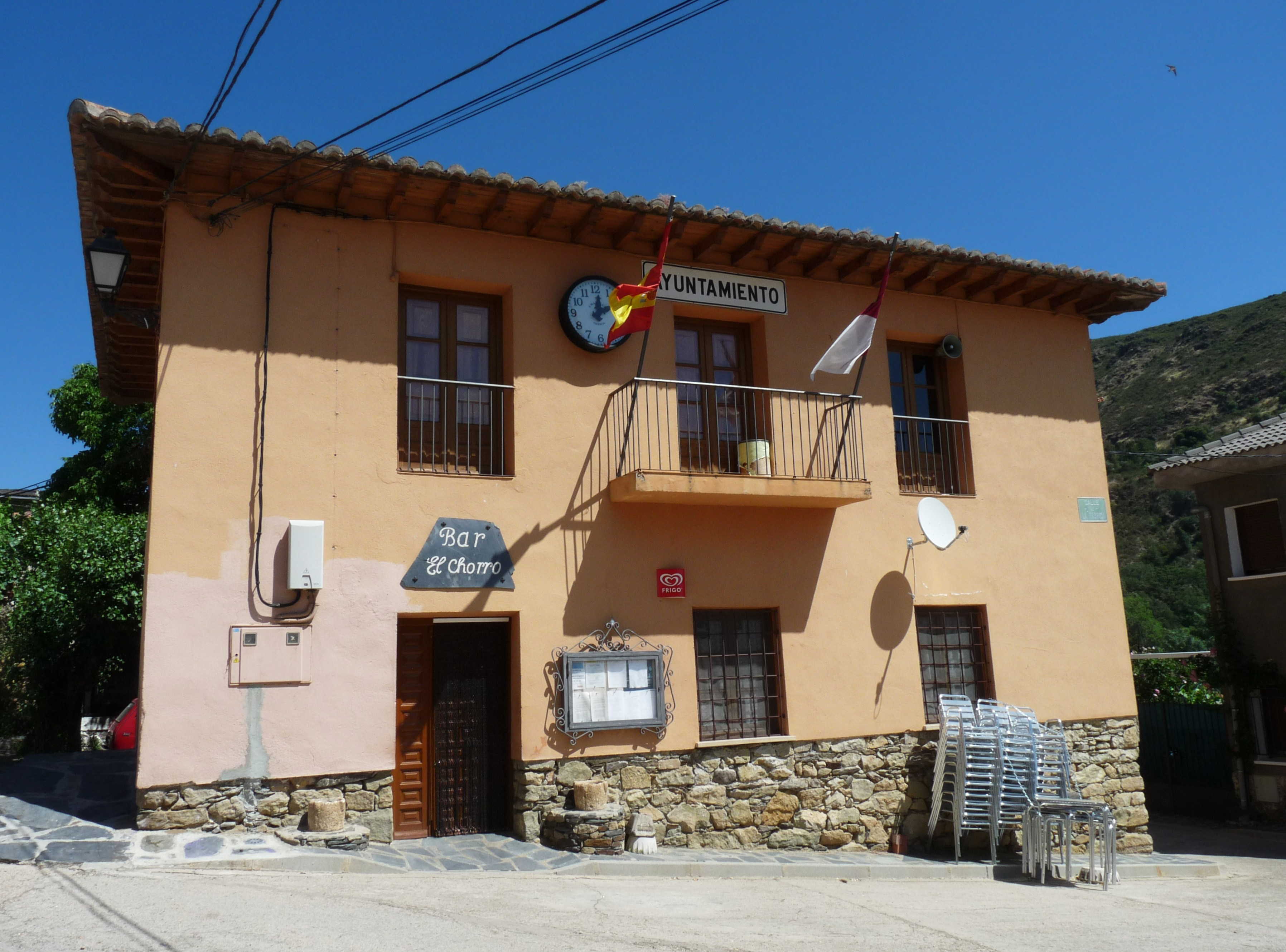
Katharinenkirche

- Katharinenkirche
- Rathaus